# Порожняк Тарас Миколайович
Тарас Миколайович Порожняк (нар. 9 березня 1924, Тернівка — пом. 12 лютого 2017) — український і білоруський художник декоративно-ужиткового мистецтва і педагог. Заслужений діяч мистецтв Республіки Білорусь з 1996 року.

## Біографія
Народився 9 березня 1924 року в селі Тернівці (нині Черкаський район Черкаської області, Україна). Брав участь у німецько-радянській війні. Мав військове звання лейтенанта, воював в артилерії. Нагороджений орденами Вітчизняної війни І (6 квітня 1985) і ІІ (6 листопада 1947) ступенів. 1949 року закінчив Московський інститут ужиткового і декоративного мистецтва, де навчався зокрема у Володимира Фаворського, Віри Мухіної. Дипломна робота — порцелянова ваза «Молодогвардійці Краснодона» (надполивний розпис).
Протягом 1949—1965 років викладав у Львівському інституті прикладного та декоративного мистецтва. Серед учнів: Юрій Амбцький, Іван Віцько, Борис Горбалюк, Іван Зарицький, Ася Зельдич, Василь Кондратюк, Юрій Лобанов, Петро Маркович, Іван Томчук, Зеновій Флінта, Алла Чистоганова. Член КПРС з 1960 року. З 1965 року викладав у Білоруському державному театрально-художньому інституті. Помер 12 лютого 2017 року.

## Творчість
Працював у галюзях художньої кераміки та художнього скла. Серед робіт:
- декоративна ваза «Дружба» (порцеляна);
- декоративна скульптура «Прапороносець» (кінна фігура, бісквіт);
- декоративне блюдо «Переяславська рада»;
- ваза для підлоги «Силует» (шамот, солі, метал);
- тематичне керамічне панно «Партизани» (1967);
- низка декоративних пластин для Білоруського павільйону у Пловдиві (Болгарія, 1968);
- тематичне панно «Трубач» (1968);
- шамот «Захисники Берестейської фортеці» (1970).

Брав участь у мистецьких виставках з 1951 року.